# 24時間テレビ 愛は地球を救う15
24時間テレビ15「愛の歌声は地球を救う」は、日本テレビ系列にて1992年8月29日（土曜日）19:00 - 8月30日（日曜日）20:00（JST）まで生放送された15回目となる『24時間テレビ』である。

## 概要
1991年、例年より1か月ほど前倒して開催された第14回は視聴率が平均6.6%と低迷したことから、これまでのチャリティーのためのドキュメンタリーやドラマ、コンサートなどの硬派路線を一新し、「日本テレビクイズプロジェクト」の中心をなした、小杉善信、渡辺弘、吉川圭三、五味一男、菅原正豊（ハウフルス社長）が当番組の改革の中心に乗り出し、「クイズプロジェクトの集大成」と位置付けた。
またこれまでは「それぞれのクオリティーを重視するがあまり、30分から2時間程度のぶつ切りでつなげ、各コーナーの明確な放送時間を区切っていた」ものを、25時間を一つの番組として位置付け、生放送のイベントという原点に戻ろうということで、明確なスタート時間での区切りをせず、テーブル上のパート別編成に区切って展開することになった。そして、「悲惨な現状の確認も大事だが、楽しみながら、感動し、参加できるチャリティー番組を目指す」ことから、エンターテインメント性を重視した内容へ一新させた。
テーマは、従前の表題「愛は地球を救う」を変更する形で「愛の歌声は地球を救う」とした。この年から、25時間の番組全体を通しての連続マラソン企画も数多く始められた。この年の目玉の企画として、まず「思い出の歌99曲」を歌い上げる「有名人歌声チャリティー」と、そのチャリティーの100曲目・大トリを飾る新しいチャリティーテーマソングの生での作詞・作曲を行うというもので、当日、中央募金会場の日本武道館に来場したタレント・歌手・観客らにとったアンケートを基に選曲し、基の歌を歌っている人だけでなく、会場に集まった著名人らにも歌ってもらい「武道館をカラオケの殿堂に」という菅原の提案に沿ったコンサート企画を行った。
また、この年の元日に放送した「平成あっぱれテレビ」で行った出演者が電話交渉する企画を行った。そのため、前年まであった番組オープニング時の出演者ロールを廃止した。
同時に、チャリティーテーマソングを25時間の生放送で作り上げるという試みも行われ、視聴者からメッセージをファクシミリで募集し、それを谷村が代表作詞者として取りまとめ、加山（弾厚作）が作曲・編曲するというもので、作詞と作曲に各8時間、残り9時間で編曲し、それをエンディングで出演者・観客で大合唱するというものだった。これが「サライ」と命名され、完成品がエンディングで生放送され、また後日CD化され、印税の一部は当番組のチャリティー募金に寄付された。
もう一つの目玉は、「24時間チャリティーマラソン」の開始である。著名人が募金を集めながら超長距離のマラソンに挑戦するというもので、その最初のランナーとなったのは間寛平。200㎞を駆け抜ける予定だったが、スタート地点を事前に発表したことから、沿道に市民が群がるなどしたため進行を妨害したこともあり、完走できず153㎞の時点でリタイヤをせざるを得なくなった。
こうしたテコ入れの結果、25時間の平均視聴率は17.2%と回復、瞬間最高視聴率も37.7%をマークし、その後の「24時間テレビ」の基本的な放送方針となった。一方、本番組の趣旨に賛同する協賛スポンサー各社の提供クレジットのアナウンサーからの読み上げは第15回以降廃止され、1978年（第1回）から毎年日曜日夕方に開催された、讀賣テレビ放送が幹事・制作を担当したコーナーはこの年限りで廃止となり、第16回以降は行われていない。また、この回から深夜～早朝まではメイン会場ではなく麹町社屋（2004年以降は汐留社屋）からの放送になっている。

## 出演者

### 総合司会
- 徳光和夫
- 楠田枝里子

### 番組パーソナリティー
- ダウンタウン（浜田雅功・松本人志）

### チャリティーパーソナリティー
- 観月ありさ

### マラソンランナー
- 間寛平

### ミッドナイト大喜利歌合戦
- 今田耕司
- 吉田ヒロ
- 蔵野孝洋
- 板尾創路
- 東野幸治
- 山崎邦正
- 軌保博光
- 木村祐一

### 武道館に訪れたゲスト
- 加山雄三
- 谷村新司
- 山城新伍
- 渡辺正行
- 荻野目洋子
- 小川知子
- 萩本欽一
- コロッケ
- 和田アキ子
- 堺正章
- 安部譲二
- 長嶋茂雄
- 逸見政孝
- 氏神一番（カブキロックス）
- 峰竜太
- 板東英二
- 橋幸夫
- タケカワユキヒデ

他

## スタッフ
- アートディレクター：浅葉克己
- コピーライター：糸井重里
- 演奏：岡本章生とゲイスターズ、ガッシュアウト、東京音楽事務所、ミュージック クリエイション
- 編曲：たかしまあきひこ、永作幸男、しかたたかし
- 構成：豊村剛、浜田悠 / 東条真弓、今村良樹、佐々木勝俊、安達元一、高須光聖、竜泉、鈴木雅貴、森下泰男、益子強、西谷政仁、加藤晋也、三木聡、成田はじめ、伊東雅司、釜沢安季子、香月翔、森和盛

日本武道館
- 技術テクニカルディレクター：田中元一
- 美術：道勧英樹、久保玲子、栗田寛、小林武
- 音楽効果：三神直、村田好次、長内勇治、島野高一
- TK：中村ひろ子、井崎綾子、阿部直子、大久保千代美、野口かず実、坂本幸子、村田和子、百武ひろみ
- コーディネーター：大長稔幸、日原直子、太田優子
- ステージング：土居甫
- 歌唱指導 日本テレビ音楽学院：橋本賀代子
- フロアディレクター：舟沢謙二、長谷川賢一、笹木成人、鈴木昌利、橋口洋之、大熊義紹、海谷善之、奥村達哉、絹川明男、鳥越慶一、石本典隆、平野進、森実陽三、小林周一、酒井正義、木曽守、植竹克之、河村誠司、山田謙司、佐藤浩仁、平敢夫、白根淳子、小久保剛、酒井柚香
- ディレクター：倉増吉継、雨宮秀彦、櫨山裕子、林田竜一、柳川剛、飯田達哉
- プロデューサー：河野直樹、和田隆、新国誠、高浦康江
- 総合ディレクター：土屋泰則

Gスタジオ
- 技術テクニカルディレクター：坂東秀明
- スイッチャー：村松明、村上新郷、富沢義明
- カメラ：山田祐一、南良郎、渕野祐輔
- 音声コーディネーター：吾妻光良
- ミキサー：大島康彦、中村一男、神田広貴
- VE：斎藤智徳、坂本誠二
- 照明：渡辺一成
- 美術：石附千秋
- 音楽効果：今泉芳春、梅田堅、古川直樹
- TK：塚越倫子、福井淳子、西岡八生子、恩田明子
- アシスタントディレクター：外崎聡子、北田真理、大久保将博、田村敬三、黒木美和子、佐藤睦美、大友有一、堤本幸男、柳岡秀一、対比地潤三、沢田学、馬場鉄也、竹川誠、瀬川一浩、鈴木晶子、櫛山照美
- ディレクター：矢追孝男、矢坂義之、竹田次彦、加藤宏実、新田正明、和佐田幸弘、飯沼誠、斉藤敏豪、坂本秀直、小林宏充、若林利明、小池孝志、若目田光弘、千葉昭、金城正尚
- プロデューサー：桜田和之、菅賢治、大塚歩、内矢浩
- 総合ディレクター：吉川圭三

チャリティーマラソン
- 技術テクニカルディレクター：牧長春雄、大熊昇
- カメラ：牛山雅博
- 美術：高野雅裕
- アシスタントディレクター：木曽川文彦、芳野宏昌、小沢洋子、田中万貴、末岡俊一
- ディレクター：小川明人、香川春太郎、根津伸行
- プロデューサー：大澤雅彦、金田武信、川辺哲也

チャリティーコンサート
- 技術テクニカルディレクター：薮崎豊、依田幹雄
- 音声コーディネーター：鈴木孝十郎
- 照明：関仁
- 美術：高野豊
- TK：矢島由紀子
- ディレクター：三枝孝臣、有村伸一郎、杉岡士朗、市村智明
- 舞台演出：関根義一
- プロデューサー：庄司文雄、小俣匡彦、若月雄介、小西寛

紅の豚号
- 技術テクニカルディレクター：北野政憲
- ディレクター：西田弘一、碓田千加志、上野真二

サンタマリア号
- 技術テクニカルディレクター：清宏
- ディレクター：千野克彦、野元佳子

きららホール
- 技術テクニカルディレクター：田村好彦、渡辺秀一
- カメラ：北島秀一、槇本悟、伊藤秀雄
- アシスタントディレクター：及川千津、中村宏信、清水孝
- ディレクター：稲垣昭彦、仲川陽介
- プロデューサー：小山正

銀座日産ギャラリー
- 技術テクニカルディレクター：堀口朗
- 照明：川崎吉男
- ディレクター：松瀬光博、橋本浩光
- プロデューサー：尼崎昇

海外取材
- ディレクター：磯野太、小澤太郎、杉村和彦、山口晃弘、松坂一彦
- プロデューサー：松尾邦夫、村松宏、荻原伸之
- 総合ディレクター：梅原幹

宇宙ステーション ミール
- 技術テクニカルディレクター：葉満田修
- プロデューサー：小川通仁、中井信介
- 技術テクニカルプロデューサー：須田昌宏、佐藤公則
- 美術制作：石川啓一郎
- 美術デスク：宮沢利忠
- サウンド・コンポーサー：鳥飼弘昌
- 広報：丸山能明、又村統、鈴木三男、立柗典子、保坂朱美、守屋享一
- ボランティア担当：桜井博
- アニメーション：やすみ哲夫、上田真一郎、横山正和
- 編成進行：出沢克彦、白子広三
- 回線コーディネーター：谷山秀行、西野三樹夫
- 海外衛星コーディネーター：北川晴朗
- 技術協力：NTV映像センター、日本テレビビデオ、オムニバス・ジャパン、コスモ・スペース、タワーテレビ、タムコ、音研、共立、バンセイ、朝日航洋、田中電気、日本有線テレビ、ジャパンテレビ、明光セレクト、日放、さがみエンジニアリング
- 美術協力：日テレアート
- 制作協力：ハウフルス / 日企、ザ・ワークス、NCV、オン・エアー、ウッドオフィス、ZIPPY、NTV映像センター、翔テレビジョン、日本テレビエンタープライズ、ユニオン映画、タキオン、トップシーン
- 協力：吉本興業、ラメール、ファンタジウム、ライジングプロダクション、アミーパーク、ヤマハリゾート「つま恋」、全ロシア青少年宇宙協会、ロシア大使館
- 特別協賛：日産自動車

放送本部
- 技術テクニカルディレクター：安波次夫
- 音声コーディネーター：鈴木詳司、坂本親保
- VEコーディネーター：柴田康弘
- TK：居波初子、大塚久子、林たか子、石島加奈子、柏木梨佐、柏崎則子、梅沢和世
- ディレクター：安藤正臣、古野千秋、神蔵克、江口義明、桑原勇蔵、見山欣也、河戸憲男
- コーディネーター：室川治久 / 城朋子、古屋和子、福地聡、渡辺一裕、鈴木睦
- 制作本部：八田一郎、高橋靖二、服部比佐夫、藤川昭夫、中村良男、吉田勲明、金谷勲夫、梅沢勝哉、小松伸生、伊藤和明、神成尚亮、小山啓、吉田真、水田伸生、西牟田知夫、池田健司、斎藤政憲、中西太 / 原薫太郎、八木博善、草野公、大鐘智
- 制作進行：東原祐子、鈴江秀樹、毛利忍、遊佐恵、小原知佐子、佐竹賢一、福浦草介、村上貴大 / 斉藤寿
- 総合演出：菅原正豊 / 五味一男
- プロデューサー：小杉善信、渡辺弘、佐野譲顕、中村英明 / 酒井武、重松修
- チーフプロデューサー：篠崎安雄
- チーフディレクター：神戸文彦、吉岡正敏
- 制作指揮：高橋進
- 総指揮：漆戸靖治
- 製作著作：日本テレビ

## 関連番組
- 24時間テレビ愛と友情の記録 善意の結晶を感謝報告
1992年8月29日 土曜日 10:30 - 11:15（45分）
- 極楽スタジアム「間寛平が語る24時間マラソンの心境」
1992年9月04日 金曜日 19:30 - 20:00（30分）
- 日曜スペシャル「熱唱!激走!感動!24時間テレビの裏側」
1992年9月06日 日曜日 14:00 - 15:30（90分）